# De stenen broden
De Stenen Broden is een Suske en Wiske-verhaal dat voor het eerst verscheen in het eerste deel van de reeks Plezier met Suske en Wiske (1981). Deze nieuwe spin-off-serie was bedoeld als de opvolger van het Vakantieboek. Het album bevatte naast dit verhaal diverse puzzels, spelletjes en verhalen van Jerom en Tits. 
Het verhaal is nooit uitgebracht in de reguliere Vierkleurenreeks en heeft als zodanig dus ook geen nummer.

## Personages
- Suske, Wiske met Schanulleke, tante Sidonia, Lambik, Jerom, professor Barabas, Hans Waldenburg, heks, dorpelingen en burgemeester, soldaten

## Locaties
- Zwitserland, chalet, ruïne, fotozaak, huis en laboratorium van professor Barabas, berghut

## Uitvindingen
- De teletijdmachine

## Het verhaal
Suske, Wiske, Lambik en Jerom zijn op vakantie in Zwitserland en komen in een dorpje waar net feest wordt gevierd. Jerom doet mee aan een wedstrijd steengooien en leent een steen die hij erg ver gooit. Omdat de steen historische waarde heeft moet Jerom de steen gaan zoeken en Suske, Wiske en Lambik gaan naar hun chalet. 's Nachts wordt er een stenen brood door het dak gegooid, maar de vrienden zien de dader niet. De volgende dag gaan ze naar een ruïne waar Wiske een standbeeld uit 1645 ontdekt, het is een beeld van Hans Waldenburg. Bij de fontein in het dorp hoort Wiske van een vrouw dat haar opa al vertelde over de stenen broden, het verschijnsel vindt al sinds mensenheugenis plaats. Suske en Lambik geloven het verhaal niet, maar ontdekken 's nachts dat Wiske is verdwenen. Ze gaan haar zoeken en komen de volgende dag bij het standbeeld (waar Wiske Schanulleke heeft achtergelaten) en ontdekken een geheime gang.
In een geheime kamer onder het standbeeld vinden Suske en Lambik Wiske terug, ze vertelt dat ze 's nachts heeft gezien dat het standbeeld tot leven kwam. Het beeld bakte broden, maar elke keer als de broden uit de oven kwamen bleken ze veranderd te zijn in stenen. Het beeld werd woest en smeet de stenen weg. Lambik en Suske geloven het verhaal van Wiske pas als ze het kan bewijzen met foto's. Ze bellen professor Barabas die tante Sidonia met de teletijdmachine naar het verleden stuurt voor onderzoek. Ze hoort van de dorpelingen dat Hans Waldenburg wreed en gierig is, maar gaat toch naar het kasteel. Ze ziet hoe Hans weigert een oud vrouwtje brood te geven en haar met een zak stenen weg stuurt. Het vrouwtje vervloekt Hans en hij zal pas rust vinden nadat hij een brood gebakken heeft. Professor Barabas belt Lambik in het chalet en vertelt de geschiedenis. Suske en Wiske willen Hans helpen, maar Lambik gaat liever in de bergen klimmen. Lambik gaat op pad en overnacht in een berghut.
Suske en Wiske gaan 's nachts naar het standbeeld en als Hans hen ziet schrikt hij hevig. Hij valt in het meer en wordt gered door Suske. Hans is erg verbaasd dat hij geholpen wordt door mensen die hem niet eens echt kennen. Suske en Wiske beloven de volgende dag terug te komen. Als Lambik wil afdalen naar het dorp ziet hij een enorme overhangende rots die elk moment naar beneden kan storten. Hij gaat terug naar de chalet en bouwt een voertuig, maar op weg naar beneden raakt hij een boom. Twee koeien zijn getuige van het ongeluk en besluiten Lambik naar het dorp te brengen. Suske en Wiske keren de volgende nacht terug bij het standbeeld en vragen Hans waar zijn goud gebleven is. Het blijkt onder de vloer van de geheime kamer begraven te liggen en ze smelten het goud dan om. Met het gesmolten goud geven ze Hans een gouden hart en het lukt Hans eindelijk een goed brood te bakken.
De oude vrouw verschijnt en ze krijgt het brood van Hans, ze vergeeft hem maar vertelt dat Hans pas rust zal vinden als hij zijn medemens met de stenen broden kan helpen. Hans denkt dat hij verloren is, hij kan zich niet voorstellen dat de stenen ooit nuttig zullen zijn. Suske en Wiske gaan terug naar het chalet en daar komen later twee koeien aan de deur. Ze verzorgen de gewonde Lambik en als hij bijkomt vertelt hij over de enorme rots die het dorp zal verpletteren. Jerom komt ook terug, hij heeft de steen uit 1805 bij de Eiffeltoren teruggevonden. De vrienden halen de stenen uit de geheime ruimte en Jerom gaat naar het dorp om een ossenkar te halen. De stenen worden in de wagen gelegd en Jerom rent hiermee naar de berg, het lukt hem net op tijd om de stenen onder de afbrekende rots te plaatsen. Het dorp wordt gered en de dorpelingen en de burgemeester arriveren om de vrienden te bedanken. Het standbeeld van Hans ziet er anders uit: de kwade blik is veranderd in een stralende glimlach. Eindelijk heeft Hans rust gevonden en in het dorp wordt opnieuw feestgevierd.